# Seyrighoplites inermis
Seyrighoplites inermis là một loài tò vò trong họ Ichneumonidae.